# 나루토의 세계
다음은 만화 《나루토》의 세계관이다.

## 지리

### 불 나라

#### 나뭇잎 마을
5대국중 하나. 이 만화의 활동무대가 되는 마을로, 나루토에 등장하는 대부분의 주요 등장인물들은 주인공 우즈마키 나루토를 포함해 이 마을 출신이다.
주인공 측의 집단이라 그런지 가장 온후한 성향을 지닌 마을. 4차 이전의 인계대전에서 발생한 실향민을 제일 많이 받아 준 마을이기도 하다.
타 마을 닌자에게서 "나뭇잎 닌자는 무르다"라는 말을 들을 정도이다. 사방으로는 숲이 많다고 하지만 강가 쪽으로는 숲이 많지 않은 것 같다.
불의나라에 속하며 마을의 지도자는 ' 호카게 '. 호카게의 지도 아래, 굳은 결속력과 유대로 그 어느때보다 강성함을 자랑한다.
초대 호카게는 한 나라 한 마을 시스템을 처음으로 고안하여 나뭇잎을 세웠으며, 각종 사회 시스템의 초석을 세운 인물이다.
그 후 타국이 이를 모방하여 한 나라 한 마을 시스템은 세계관의 기본이 되었다. 혼란스러운 전란의 시대에 종지부를 찍은 상징적인 마을.
또한 초대 호카게는 나뭇잎을 습격해 온 구미호를 자신의 아내에게 봉인한 것을 시작으로 위험한 괴물인 미수를 전부 포획, 봉인해 마을 간의 힘의 균형을 맞추기 위해 각 마을에 미수를 나누어 주었다.
약 60년 전 우치하 일족과 센쥬 일족이 마을과 떨어진 산속에 부대를 모아 만들어졌으며, 건설 초기에는 ' 센쥬 하시라마 '와 우치하일족의 '우치하 마다라'가 호카게자리를 두고 대립하여 치열한 전투를 벌인 끝에 센쥬 하시라마가 전투에서 승리하여 호카게 자리를 차지하여 나뭇잎마을의 초대호카게가 되었고, 그 후에도 나뭇잎의 금빛섬광이라 불리는 '나미카제 미나토'와 전설의 세닌자등 여러명의 천재닌자들을 양성하였다고 한다.
타 마을과 비교했을 때 인구는 제일 많지만 군사력이나 상업은 중상 수준에 머무른다. 인구는 적지만 군사력과 상업은 번창한 구름 마을과는 대조적.
미수로는 9미라 불리는 쿠라마를 가지고있으며 현재 우즈마키 나루토가 인주력이다.
나뭇잎 마을이 속하는 불의 나라는 다섯 개의 대국 중에서는 4번째로 넓은 영토를 차지하고 있으며 국토 전반은 완만한 구릉지대로 이루어져 있고 풍부한 곡창지대로 수많은 인구의 부양을 담당하고 있다. 다섯 개의 대국 중에서 가장 중심부에 위치하여 교통의 요충지로 각 국의 문화 교류에 공헌하고 그 덕분에 경제와 번영을 지탱해주고 있다고 한다. 하지만 그만큼 위치가 중심부이기 때문에 과거에는 그 위치 특성상 많은 전쟁을 치루었다.
이 곳의 영주를 호위하는 것은 12명의 닌자로 이루어진 수호닌자 십이지가 있다.

### 바람 나라

#### 모래 마을
5대국 중 하나. 지도자는 ' 카제카게 '. 주변에는 북쪽으로 비 마을이 있다.
지도상으로는 남서쪽 끝에 위치하고 있다.
바람의 나라 안에 있으며 5대국 중 2번째로 넓은 광대한 국토를 가지고 있지만 모래먼지가 떠도는 가혹한 환경,대부분의 지형이 사막과 같은 황량한 지대의 위치에 있는 마을로, 천연의 암벽으로 둘러싸여 있으며 사막이기 때문에 풀이 희귀하다.
연간 강우량이 심각할 정도로 적어, 드물게 존재하는 오아시스에 모여산다고 하며 자연환경이 거칠고 좋지 않지만 인구도 많고 다른 5대국과도 교역이 활발하며 그중에서도 특히 불의 나라와의 교역을 활발하게 이룬다고 한다.
닌자대전에서는 나뭇잎과 피로 얼룩진 사투를 하였지만 이후에는 나뭇잎과 긴밀한 관계를 맺고있는 마을이다.
다만,중급 닌자시험 때 소리 마을과 동맹을 맺고 나뭇잎 마을을 공격하지만, 이는 오로치마루를 리더로 두는 비열한 소리 마을의 함정이었고, 오히려 4대 카제카게가 암살당한데다 범인인 오로치마루가 그 사실을 감추고 카제카게 노릇을 하는 등 치욕을 당한 바 있다.
모래 마을은 바람의 나라의 영주가 모래 마을의 군비 축소를 감행하여 마을 사정이 좋지 않았다.
(참고로 이 영주와 2부에 등장한 현 영주는 생김새를 봐선 다른 인물로 보인다.)
그래서 닌자5대국 중 제일 약국(弱國).
인구는 많은편이나 다른 강대국과 비교하면 적고 경제력도 아래다.
의술도 나뭇잎 마을보다 의술이 한참 떨어진다.
사실 힘이 부족했다기 보다는 바로 전의 역대 최강이라는 3대가 실종되어 혼란이 지속된 상태로 전쟁이 벌어졌으며, 그 후, 바람의 나라의 영주가 불의 나라와 동맹을 맹신, 나뭇잎 마을에 의뢰를 넣는게 싸게 먹힌다고 생각하여, 의뢰를 나뭇잎 마을에 넣고, 모래마을을 축소하려 했기에 모래마을은 소수정예, 즉 양보다 질로 승부할 수 밖에 없었으며, 가아라 역시 그 해법중 하나였다는 언급이 나온다.
그래서인지 군사력은 비교적 높은편이다.
험준한 환경 때문인지 모래 소속의 닌자는 냉철하고 끈질기며 무슨 일이 있어도 독하게 임무에 임한다고 한다.
1미라 불리는 미수 수학(守虐)을가진 인주력 ' 가아라 ' 가 살고있었지만, 아카츠키에 의해 미수를 빼앗기고 만다.

### 물 나라

#### 안개 마을
5대국 중 하나로, 지도자는 ' 미즈카게 '. 물의 나라에 소속되어있다. 5대국중에서는 영역이 가장작은편. 지도상으로는 남동쪽 끝에 위치하고 있으며 안개에 둘러싸인 섬마을로 사방이 바다로 격리되어 독자적인 문화를 소유한 섬나라로 사방이 바다로 둘러싸였으면서도 국토의 대부분의 지형이 산인 특수한 조건을 갖추었다. 물의 나라의 중심지에 속하는 본섬 이외에도 주변에 크고 작은 섬들이 많아 각기 다른 풍습이 뿌리깊이 남아 그 풍습에 따라 생활하는 주민이 많다고 하며 이 국가의 영주가 '호시가키 키사메' 에게 살해당하여 그를 현상수배하였다.
덕분에 현 영주는 닌자들에게 큰 신용을 가지지 않아서 다른 5대국 영주들에게 자기 나라 닌자들을 믿지 못한다고 타박 당했다.
특히 이 마을에는 안개 마을 닌자도 7인방이라 하여 엄청난 실력을 가진 검도술 닌자 7명이 존재하는데 지금까지 등장한 인물들 중에 쵸쥬로를 제외하면 굉장히 호전적이면서 흉악한 닌자들 뿐이다.
' 피안개마을 '이라고 불릴 정도로 엄격하고 잔혹한 교육방식으로 유명한 닌자마을로,우선 몇 년 전만 해도 여기 닌자 학교 졸업시험이 학생들끼리 서로 죽이는 것이었으며 졸업하려면 2인 1조로 친구들부터 죽여야 한다는 것부터가 이미 정상이 아니며 이후에는 폐지되었다고 하는데 그 이유가 사실 학생들 중 한 명인 '모모치 자부자'가 졸업반조차 아닌 하급생 시절에 자신을 제외한 모든 수험생들을 몰살해버리는 사태가 벌어졌기 때문이다.
이런 식으로 양성된 닌자들이다 보니 인물들이 정상이래야 정상일 수가 없으며 마을 하나 뒤지기가 귀찮다고 그냥 마을 사람들을 한 명도 남김없이 몰살시켜버린다는 만행을 저지르기도 했다. 그나마 좋게 말하자면 패도주의적인 마을.
다만 원래부터 이렇진 않았고, 우치하 오비토가 4대 미즈카게를 환술로 조종해 실질적인 카게 노릇을 하게 된 이후부터 이런 상태가 되었다.
또한 지금까지 여기 출신닌자들중 탈주 닌자의 비율이 가장 많은 곳도 여기. 그런 이유로 탈주 닌자의 시체를 처리하는 일명 '시체처리반'이 매우 유명하다.
그런데 역으로 전쟁을 많이 겪어서 안개 마을 사람들 사이에는 혈계한계 등의 전쟁 무기를 혐오하는 경향이 강해졌고 이에 따라 박해받는 자들도 있다고 한다. 그러나 현 미즈카게 '테루미 메이' 의 대사 등을보아 현재는 그간의 이미지를 타파하는 데 전력을 기울여 상황이 많이 나아진 듯하다.
소유한 미수는 꼬리 셋의 거북 3미 '이소부'와 꼬리 여섯의 민달팽이, 6미 '사이켄'. 인주력은 각각 4대 미즈카게 '야구라'와 애니메이션에서 개인 에피소드가 제법 길게 다루어졌던 '우타카타'였으나 현재는 둘다 아카츠키에게 뺏겼다.

### 흙 나라

#### 바위 마을
5대국 중 하나로,흙 나라에 위치한 닌자 마을. 수장은 츠치카게라 불린다. 흙의 나라는 국토의 대부분이 암석으로 이루어진 황량한 땅으로 국경을 따라 돌로 이루어진 산이 줄지어져 있어 다른 나라와의 교류가 차단되어 있다고 하며 북쪽에서 불어오는 바람이 산을 넘어 이 나라에 존재하는 돌을 다른 나라로 가게 하는 돌로 이루어진 비라는 특수한 자연현상이 유명하다고 한다. 그리고 주변에는 동쪽으로는 폭포 마을, 남쪽으로는 비 마을, 남동쪽으로는 풀 마을 등이 있다.지도상으로는 북서쪽 끝에 위치하고 있다. 안개 마을이나 구름 마을처럼 인주력을 2명 보유하고 있다가 지금은 아카츠키에게 둘다 뺏겼다.
바위 마을 자체는 사방이 바위와 암석으로 둘러싸여있는 폐쇄적 지형으로 되어있어 타국과의 교역은 그리 좋지 못한 편이다.아카츠키를 자신들의 이익에 이용해왔다고 하며 이것 때문에 다른 마을들, 특히 안개 마을에서 그들에 대한 평가는 별로 좋지 않다.모래 마을, 나뭇잎 마을과 특히 대립이 심하다는 듯.아카츠키 멤버중 한명인 데이다라를 양성하였다. 그리고 4미의 인주력인 로우시와 5미의 인주력인 한의 출신지이기도 하다.

### 번개 나라

#### 구름 마을
5대국 중하나로,천둥의 나라에 속하는 닌자 마을이며 라이카게를 중심으로 한다. 높은 산봉우리에 위치하고 있는 고지대에 있는 마을로, 우뚝 솟은 산맥을 감싼 구름 속에 내리치는 번개에서 국가 이름이 유래되었으며 반도 중앙을 가로지르는 산백에서 시작된 강이 닿는 곳마다 굴곡이 심한 해안선을 만들어 장엄한 절경이 되었다고 하며 국가 내에는 온천들이 많다고 한다. 지도상으로는 북동쪽 끝에 위치하고 있다. 소유한 미수는 2미 마타타비, 8미 규키지만,현재 2미는 빼앗겼다.
제4차닌자대전에서 총 사령관을 맡았으며,5 대국 중 가장 막강한 군사력을 가진 유복한 마을.주민들은 왠지 흑인,백인이 많으며 대개 호전적이다. 성격이 열혈/냉정으로 갈리는 것도 특징이라면 특징. 오래전 구미와 우즈마키의 봉인 차크라를 노리고 나루토의 어머니인 우즈마키 쿠시나를, 백안을 노리고 휴우가 히나타를 납치한 적이 있다. 게다가,이곳 출신인 금은 형제가 2대 호카게를 죽음으로 내몰기도 했다.이런 사건들 덕에 불의 나라에 속한 나뭇잎 마을과 오랫동안 긴장상태를 유지해 왔다.에이의 말에 따르면 아카츠키에 들어간 탈주 닌자가 한 명도 없는, 어찌 보면 엄청난 단결력의 마을.2미의 인주력 유기토와 8미의 인주력 킬러비가 자란 마을이며, 타 마을에 비해 인주력에 대한 취급이 비교적 좋다. 물론 차별은 있지만, 폭주를 두려워하거나 멸시하는 모습은 보이지 않는다. 이는 킬러비가 라이카게의 최측근이자 팔미를 완벽하게 컨트롤하기 때문이며, 예전 아직 인주력이 된 직후였던 어린 킬러비나 2미의 인주력이었던 니이 유기토는 미수를 컨트롤하기 전까진 타 마을과 같이 차별받곤 했다. 어쨌든 대놓고 마을 단위 왕따를 자행하는 다른 마을들에 비하면 상당히 온건한 태도인 것만은 분명하다.

### 풀 나라
외교가 특기로 강대국의 동정을 파악해 미리 선수를 친다고 한다. 다른 나라의 술법을 해석하는 일도 활발하다고 한다. 카린이 이 마을 출신의 중급 닌자 시험 응시자 중 하나였음이 나왔으며 사스케와 싸우기 전에 가아라에게 살해당하는 츠바와 미도리라는 두 닌자(어떤 영주의 보디가드)들과 중급닌자 시험에서 오로치마루 일당에게 살해당해 얼굴이 바꿔치기된 시오레와 그를 포함한 3명도 이 마을 출신.
3차 인계대전에서 바위 마을에게 습격당해 바위와 나뭇잎 마을의 중요 대립 거점으로 이용당했다. 풀 마을이 속한 나라에 오로치마루의 거점 중 하나가 위치해 있기도 했으며 소리 마을과 긴밀한 관계를 유지한 것으로 추정되기도 한다.또한 나미카제 미나토와 우즈마키 나루토 부자에 의해 다리가 2개(칸나비 다리와 천지교) 박살나기도 했다. 8기 극장판에서는 마을의 부흥 노선을 둘러싸고 온건파인 풀의 꽃과 급진파인 풀의 열매라는 세력이 대립하고 있으며 그 중 풀의 열매 세력이 육도선인 시대의 병기 극락의 상자를 이용해 부흥을 노리기도 했다고 나온다.

### 비 마을
닌자 한 명 한 명이,능력의 한계까지 높여,자신만의 독자적인 술법을 가지고있는 마을로,암살술과 환술이 발달해서 타국의 의뢰가 많다.지도자는 페인이다.지도를 보면 5대 강국 중 3국(불의 나라,바람의 나라,흙의 나라)외에도 3개의 나라와 국경을 맞대고 있다. 때문에 예전부터 강국 간의 싸움에 휘말려서 자주 전쟁터가 되곤 했다고 한다.나뭇잎 마을로 중급닌자 시험을 보러오는 걸 보면 왕래가 없는 것은 아니지만, 국가 자체가 상당히 폐쇄적인지라 그 내부 사정이 외부에 잘 알려져 있지 않았다.
페인은 우호자재의 술을 사용해 일주일에 한번, 일요일에 발동하여 마을사람이 아닌 사람을 가려낸다.(술법을 해제하기 전까지 비가 내리는 술법으로, 이 비가 닿는 모든것은 술자에게 감지되게 되는 술법이다.)후에 지라이야가 아카츠키의 조사를 위해 잠입했을 때, 혁신파인 페인이 한조를 물리치고 내전을 종결했다는 사실이 밝혀진다. 때문에 현재 비 마을에 있는 닌자들은 소위 레지스탕스들이다. 이들은 페인에게 충성을 맹세하는 뜻으로 서클렛에 가로로 금을 긋고(그런데 어째서인지 중급닌자 시험을 보러 온 비마을 닌자들의 서클렛은 멀쩡하다)존경의 의미를 담아 페인을 '신'으로 그리고 그의 뜻을 전하는 코난을 '천사'로 부른다.

### 폭포 마을
닌자 5대국을 제외한 인주력을 보유하고 있었던 유일한 마을. 4개의 나라에 둘러싸여 있음에도 자연방벽과 거대한 폭포 속에 숨겨진 동굴의 호수를 통한 마을 입구로 인해 한 번도 침략을 받은 적이 없다고 한다. 솔직히 정상적인 침략이 가능할지가 의문이다.
OVA에 의하면 100년에 한 번 차크라를 짧은 시간에 수십배로 올려주는 영웅의 물이라는 것이 마을 중심의 거대 신목 줄기에서 생산되기로 유명. 하지만 수명이 줄어든다. 이에 따라 마을 촌장은 이 물을 지켜야하는 의무도 있었다. 오리지널 애니메이션 에피소드 200화에서 언급되는 것에 따르면 30년 전 쯤에 나뭇잎과 대립하다가 정전협정을 맺은 산 나라 아지랑이 마을을 정전협정 2주 후에 멸망시켰다고 한다. 또한 훈련을 명목으로 총동원돼서 단번에 타국을 침략하는 방식을 자주 썼다고 한다. 마을 리더는 OVA에서 등장했고 애니 198화에서 뒷모습이 나온 시부키. 7미의 인주력인 후우와 아카츠키 멤버중 하나인 카쿠즈의 출신지이기도 하다.

### 밭 나라

#### 소리 마을
사악한 야망을 갖춘 어둠의 닌자들이 있는 마을.소수의 인구지만,대부분 베테랑 닌자이다.나뭇잎의 탈주닌자 오로치마루가 개인적으로 만들어낸 닌자 마을인 신생 마을로 밭의 나라라는 소국에 자리 잡고 있으며 위치 자체는 불명.
이 곳에서 양성한 닌자들을 토대로 나뭇잎 마을에 중급 닌자 시험을 보게 하여 모래마을과 손을잡고(소리는 모래를 뒤통수 때린다.) 나뭇잎 마을을 공격하기도 하였다.우두머리가 우두머리다 보니 폐허수준. 오로치마루가 개인적으로 만들어낸 마을이기 때문인지 마을로써의 기능을 그다지 드러내지 않고 있는데다가 오로치마루 사후에는 어떻게 되었는지 드러나지 않는다.
밭의 나라는 소국으로 영주가 자신의 능력을 가늠하지 않고 자신의 국가에 대한 신분 상승으로 나라를 크게 만들기 위해 거대한 전력을 필요로 하고 있어 오로치마루에게 속아넘어가 주변 국가들에게 전쟁을 일으켰다가 국가를 말아먹는다. 전쟁을 일으킨 것으로 국가의 전력이 되는 많은 닌자들이 사망한데다가 오로치마루의 손아귀에 있으며 또한 닌자들이 도적으로 살아가면서 치안이 개판이 되었으며 이후에는 나루토 일행에 의해 오로치마루의 손아귀에서는 벗어났다.

### 온천 마을
전쟁을 잊은 마을 이라고도 불리며 큰 전쟁이 없어지면서 축소되어가는 닌자 마을 중 하나이지만, 풍요로운 자연환경과 관광자원이 있는 마을로서 시대의 흐름을 긍정적으로 받아들이고 있었다고 한다.아카츠키의 히단이 이 마을 출신인데, 미지근한 물에 잠긴 마을에 분노를 느꼈다고 한다.

### 곰 나라

#### 별 마을
애니 178~183화에 등장.작은 닌자 마을에 불과한 곳이지만 하늘에 내려와 떨어진 유품석을 주운 것을 계기로 그 유품석을 통해 별의 수행을 할 수 있어 강해졌기 때문에 오로지 닌자 5대국만 칭할 수 있는 카게의 칭호를 호시카게라고 칭하였다. 그러나 이 별을 통한 별의 수행은 닌자들의 몸에 해가 되는 문제가 있었고 이를 별을 둘러싼 내분이 일어났지만 나뭇잎 마을에서 파견된 닌자들의 도움으로 무사히 해결한다.

### 산 나라

#### 아지랑이 마을
애니 200화에 언급으로 등장.예전에 나뭇잎 마을의 공격을 받아 위기에 처하며 폭포 마을의 공격을 받아 멸망한 마을

### 장인 마을
애니 216~220화에 등장.다양하고 우수한 닌자 도구를 만들기로 유명한 마을로 장인 마을에서 만드는 닌자 도구들은 매우 우수하여 닌자 5대국에도 그들이 만드는 닌자 도구를 팔 정도라고 한다.이 마을에는 사텐쇼닌이라 하는 닌자 5대국에 반감을 가진 자들이 궁극의 닌자 도구를 만드는 금단의 연구를 완성시켜 최종병기를 부활시키려는 것을 알고 사텐쇼닌이 모래 마을을 공격할 때 주민들은 불온한 움직임을 알고 미리 피난했다고 한다.

### 열쇠 나라

#### 자물쇠 마을
애니 411화에 등장 광대로 분장해 나뭇잎의 정보를 수집하던 하나레라는 여닌자의 소속마을 열쇠나라에 속해있다

### 눈 나라

#### 눈 마을
극장판에 등장한 마을.

### 소용돌이 나라

#### 소용돌이 마을
나루토의 어머니 우즈마키 쿠시나의 출신마을 초대 호카게 센쥬하시라마와는 먼 혈연관계에 있다고 한다 다양한 봉인술의 대가들이 살고 있었으며 쿠시나의 경우 특이한 차크라로 인해 구미를 담을 그릇이 되었다 초대 구미 인주력은 1대 호카게의 부인 우즈마키 미토 라고한다. 현재 이 마을은 멸망했으며 나뭇잎 닌자들은 과거 우정의 증표로 소용돌이 마을 마크를 옷에새겨 다닌다 나루토의 겉옷 등판에 새겨진 마크와 중급 닌자 이상부터 입는 특수 조끼 등판에 그려진 마크가 바로 소용돌이 마을의 마크라고 한다